# Stazione di New Haven Union
La stazione di New Haven Union (in inglese New Haven Union Station) è la principale stazione ferroviaria di New Haven, nel Connecticut, negli Stati Uniti d'America.
Inaugurata nel 1920 è situata sul Northeast Corridor, la linea che collega molte città importanti della costa orientale.

## Movimento
La stazione è servita dal servizio ferroviario suburbano Shore Line East e dalla linea New Haven del servizio ferroviario suburbano Metro-North Railroad.